# مغارة موسى
مغارة موسى هي مغارة تقع في قلب مدينة بلودان بريف العاصمة دمشق.